# Auzon (rivière de Vaucluse)
Pour les articles homonymes, voir Auzon.
L'Auzon est un cours d'eau français de Vaucluse, prenant sa source entre Villes-sur-Auzon et Flassan et affluent de la Sorgue de Velleron donc sous-affluent du Rhône.

## Étymologie
Son nom signifie « rivière des Aulnes ».

## Affluents
De 35,3 km de longueur, les six affluents référencés sont :
- Vallat des brebonnets, (1,1 km)[3]
- Ruisseau des arnauds, (3,3 km)[4]
- Ruisseau de saint-laurent (4,5 km)[5]
- Ruisseau de saint-joseph (1,5 km)[6]
- Mayre de malpass (5,5 km)[7]
- Ruisseau de bramefan  (1,5 km)[8]

## Communes traversées
- Flassan ;
- Villes-sur-Auzon ;
- Mormoiron ;
- Mazan ;
- Carpentras ;
- Monteux ;
- Bédarrides.